# Prefettura apostolica di Jiamusi
La prefettura apostolica di Jiamusi (in latino: Praefectura Apostolica Khiamuszeensis) è una sede della Chiesa cattolica in Cina. La sede è vacante.

## Territorio
La prefettura apostolica si estende nella parte orientale della provincia cinese dello Heilongjiang. Essa comprende le città-prefettura di Jiamusi, Yichun, Shuangyashan e Qitaihe.
Sede prefettizia è la città di Jiamusi.

## Storia
La missione sui iuris di Ilan fu eretta il 9 luglio 1928 con il breve Venerabilis frater di papa Pio XI, ricavandone il territorio dal vicariato apostolico di Wonsan (oggi diocesi di Hamhung).
Il 13 aprile 1937 mutò il nome in missione sui iuris di Jiamusi in forza del decreto Cum Missionis della Congregazione di Propaganda Fide.
Il 9 aprile 1940 la missione sui iuris è stata elevata al rango di prefettura apostolica con la bolla Si apostolico di papa Pio XII.
Il governo cinese non riconosce questa istituzione cattolica e dal 1959 ha istituito la diocesi di Harbin che comprende tutto il territorio della provincia di Heilongjiang. Per la Santa Sede invece la prefettura apostolica è stata vacante per decenni, e affidata in amministrazione al prefetto apostolico di Qiqihar.
A seguito dell'accordo del 2018 tra Santa Sede e Repubblica popolare cinese sulla nomina dei vescovi, papa Francesco ha riammesso nella comunione ecclesiale il vescovo "ufficiale" di Harbin Giuseppe Yue Fusheng. Il 12 dicembre 2018 a Pechino, nell'ambito di una celebrazione ecclesiale, è stata data comunicazione della decisione della Santa Sede di confermare il compito pastorale di Yue Fusheng su tutto il territorio dello Heilogjiang.

## Cronotassi dei vescovi
Si omettono i periodi di sede vacante non superiori ai 2 anni o non storicamente accertati.
- Boniface (Josef) Sauer, O.S.B. † (9 luglio 1928 - 15 febbraio 1934 dimesso) (amministratore apostolico)

- Adalar Eberharter, O.F.M.Cap. † (13 marzo 1934 - 9 aprile 1940 dimesso)
- Hermenegild da Losenstein, O.F.M.Cap. † (18 aprile 1940 - 1983 ritirato)
  - Sede vacante
  - Louis Liu Huan-bo † (26 agosto 1990 ordinato - 19 gennaio 1997 deceduto) (vescovo ufficiale)